# Caldania
Caldania (in croato Kaldanija) è un insediamento istriano nel comune di Buie.

## Origini del nome
Probabilmente il nome del borgo viene dalla famiglia che governava Capodistria, la famiglia Caldana.

## Storia
Il paese faceva parte del feudo di Castelvenere.
A San Pietro di Montrino (Fratrija) nel IX secolo venne fondato il monastero benedettino di San Pietro e San Nicola inserito nei possedimenti istriani del Patriarcato di Aquileia. Nel 1133 passò alle dipendenze del monastero di San Nicolò al Lido di Venezia, ma a partire dal XIV secolo iniziò la sua decadenza. Nel 1770 anche qui subentrarono i frati francescani dediti soprattutto all'agricoltura. In seguito alla sua soppressione la chiesa, il monastero e gli altri edifici diventarono una borgata privata e dove trova posto un rinomato ristorante di specialità locali.
L'insediamento nacque quando l'Istria faceva parte della Serenissima Repubblica di Venezia. Successivamente passò sotto il dominio austro-ungarico fino alla fine della prima guerra mondiale, tranne per un breve periodo nel quale fu parte del Regno d'Italia Napoleonico. Dopo la prima guerra mondiale Caldania entrò a far parte dell'Italia.
Dopo la seconda guerra mondiale passò prima sotto al Territorio Libero di Trieste. Con l'annessione alla Jugoslavia fu coinvolto nell'esodo istriano. Dal 1991 Caldania appartiene alla Croazia.

## Società

### Evoluzione demografica
| 1880 | 1890 | 1900 | 1910 | 1948 | 1953 | 1961 | 1971 | 1981 | 1991 | 2001 | 2011 |
| 79   | 188  | 243  | 258  | 322  | 275  | 215  | 217  | 261  | 308  | 126  | 231  |